# Halso å
Halsuanjoki är ett vattendrag i Finland.   Det ligger i landskapet Mellersta Österbotten, i den centrala delen av landet, 400 km norr om huvudstaden Helsingfors. Halsuanjoki ligger vid sjön Halsuanjärvi.